# Crisip (fill de Pèlops)
Crisip (en grec antic Χρὐσιππος Chrisippos), segons la mitologia grega, va ser un heroi famós per la seva bellesa, fill de Pèlops i de la nimfa Axíoque.
Quan Laios, rei de Tebes i pare d'Edip, va ser expulsat per Zetos i Amfíon, es va refugiar a la cort de Pèlops, que el va acollir hospitalàriament. Però Laios es va enamorar del jove Crisip i el va raptar, segons Apol·lodor de casa seva o bé quan contemplava els Jocs Nemeus. Pèlops va maleir Laios de forma solemne, cosa que originà la maledicció dels labdàcides, els descendents de Làbdac i de Laios. Crisip se suïcidà de vergonya.
Hel·lànic explica que tot i ser fill extramatrimonial, el pare preferia el seu primogènit als fills de la seva esposa, Atreu i Tiestes. Aquests temien, que Pèlops llegués el regne a Crisip. Això suscità la gelosia de la seua madrastra Hipodamia, la dona de Pèlops, que va animar els seus fills, germanastres de Crisip, a matar-lo, per evitar que fossin desposseïts per l'intrús. Sembla que van ofegar-lo en una font.
Hi ha moltes més versions de la història del bell Crisip, dels seus enamorats i de la seva mort. En una altra versió hauria sigut la causa de la famosa baralla entre Edip i el seu pare Laios al que no havia reconegut com son pare. La raó de la baralla en la qual Edip finalment va matar Laios, era ni més ni menys que ambdós estaven enamorats del bell Crisip. En la versió de Praxil·la va ser raptat per Zeus mateix. Teseu ha estat considerat també com un raptor de Crisip. En qualsevol versió, és un dels casos de pederàstia més antics de la mitologia.